# Фатхутдинов, Дамир Хасанович
Дами́р Хаса́нович Фатхутди́нов (1933—1991) — геолог, лауреат Государственной премии СССР.

## Биография
Родился в 1933 году в с. Биектау Рыбно-Слободского района Татарской АССР в семье учителя Фатхутдинова Хасана Хайдаровича. По национальности - татарин. Окончил геологический факультет Казанского государственного университета. С 1974 года работал главным геологом Степной геологоразведочной экспедиции Кустанайского геологоразведочного треста, а позднее ведущим геологом отдела Северо-Казахстанского производственного геологического объединения Министерства геологии СССР (Кустанайская область). В 1984 году награждён Государственной премией СССР за открытие месторождения бокситов. Умер в июне 1991 года в Кустанае, там и похоронен.

## Награды и премии
- Государственная премия СССР (1984).
- Орден Трудового Красного Знамени.
- Орден Почета (1991)[1].

## Публикации
- Ким Ю. И., Венков Д. А., Фатхутдинов Д. X. и др. Сравнительный анализ условий образования карстовых бокситов Северного Казахстана // Месторождения бокситов и их связь с выветриванием: Материалы Всесоюз. совещ. «Коры выветривания и бокситы», Кустанай 2—4 июня 1981. Алма-Ата, 1983. С. 74-83.
- Гуляев А.П., Адамян Н.Х., Фатхутдинов Д.Х. О стратиформном шеелитовом оруденении в Северном Казахстане // Геология рудных месторождений. – 1982. – Т. 24. – № 6. – С. 52–62.